# Commission mondiale des aires protégées

logo de l'UICN

La Commission mondiale des aires protégées (CMAP ; en anglais World Commission on Protected Areas, WCPA) désigne une des six commissions de l'Union internationale pour la conservation de la nature (UICN) pour la protection des zones naturelles. Sa mission consiste à promouvoir l'établissement d'un réseau représentatif mondial de zones protégées terrestres et marines.
Avec l'aide du World Database on Protected Areas Consortium et du Centre de surveillance de la conservation de la nature du Programme des Nations unies pour le développement, elle gère la World Database on Protected Areas, une base de données répertoriant et classant les aires protégées mondiales.
Son siège est situé à Gland, en Suisse.

## Description
La Commission mondiale des aires protégées (CMAP) est un réseau réunissant des experts du monde entier. Elle fait partie d'un programme créé par l'Union internationale pour la conservation de la nature (UICN) et portant sur les aires protégées. Au début des années 2010, les 1 400 organisations qui la composaient étaient réparties dans 140 pays.

## Histoire
En 1958, à l'occasion de son assemblée générale tenue en Grèce, l'UICN crée, en son sein, un comité temporaire : la Commission des parcs nationaux. Celle-ci comprend un représentant du continent africain, trois de l'Asie, un de l'Amérique du Nord, un de l'Amérique latine et un de l'Europe. La Commission des parcs nationaux devient permanente l'année 1960, sous la direction de l'environnementaliste américain Harold Jefferson Coolidge.

## Composition
La commission est chapeautée par un groupe de pilotage composé d'un directeur, d'un directeur-adjoint, de douze directeurs régionaux et de directeurs délégués de groupes thématiques, au nombre de neuf en 2019. Les groupes thématiques sont répartis en :
- développement de capacités ;
- gouvernance des aires protégées ;
- aires protégées marines ;
- fonctionnement des écosystèmes et service écosystémiques ;
- un groupe « parc et peuples » qui s'occupe d'un programme « Nature pour tous », et appuie les groupes de spécialistes consacrés à la santé, à la conservation de la nature urbaine et sur la valeurs culturelle et spirituelle de la nature ;
- science et biodiversité ;
- science et gestion ;
- « patrimoine mondial » ;
- jeunes professionnels.

En 2019, la directrice est Kathy Mackinnon.
Il existe ensuite des groupes de spécialistes et des groupes de travail créés en accord avec le comité exécutif de l'UICN.

## Classement des aires protégées
Depuis 2008 la définition des aires protégées pour l'UICN est « un espace géographique clairement défini, reconnu dédié et géré par des moyens légaux ou d'autres moyens efficaces, dans un objectif de conservation, à long terme, de la nature, des services écosystémiques associés et de sa valeur culturelle ». Elle a défini six types d'aires protégées, en fonction des objectifs de gestion :
| Catégorie UICN | Caractéristiques et objectifs de gestion | Exemple d'aire protégée |
| -------------- | --- | --- |
| Ia             | Réserve naturelle intégrale : aire protégée gérée principalement à des fins scientifiques ou de protection des ressources sauvages                                       | Le parc national suisse, les réserves écologiques du Québec, le Lauvitel (au sein du parc national des Écrins) en France                                                        |
| Ib             | Zone de nature sauvage : aire protégée gérée principalement à des fins de protection des ressources sauvages                                                             | Voir les Réserves de Vie Sauvage de l'ASPAS |
| II             | Parc national : aire protégée gérée principalement dans le but de protéger les écosystèmes et à des fins récréatives                                                     | Les cœurs de 9 des 10 parcs nationaux français |
| III            | Monument naturel : aire protégée gérée principalement dans le but de préserver des éléments naturels spécifiques                                                         | La zone naturelle unique de Los Estoraques en Colombie ou la réserve naturelle géologique du Luberon (au sein du parc naturel régional du Luberon) en France                    |
| IV             | Aire de gestion des habitats ou des espèces : aire protégée gérée principalement à des fins de conservation, avec intervention au niveau de la gestion                   | La réserve naturelle de Popenguine au Sénégal, les dunes du Cap Ferret ou la forêt de Chambord en France                                                                        |
| V              | Paysage terrestre ou marin protégé : aire protégée gérée principalement dans le but d'assurer la conservation de paysages terrestres ou marins et à des fins récréatives | La chaîne de montagne Wuyi Shan en Chine, les parcs naturels régionaux de France, le parc national des Cévennes et les aires optimales d'adhésion des parcs nationaux français. |
| VI             | Aire protégée pour l’utilisation durable des ressources naturelles : aire protégée gérée principalement à des fins d'utilisation durable des écosystèmes naturels        | Le parc national marin d'Alonissos en Grèce |

La classification des aires protégées a été définie en 1994, elle a subi des changements importants en 2008 à la suite d'une consultation de quatre ans. Cette révision a abouti à changer les objectifs de la catégorie IV pour prendre en compte les espèces, reconnaitre la possibilité d'avoir des zones classées différemment à l'intérieur d'aires protégées. Enfin cette révision a cherché à prendre en compte de nouveaux modes de gestion des aires protégées, comme les aires de conservation communautaire et les aires gérées par les peuples indigènes. Les Aires totalement protégées (ATP) correspondent aux catégories I à V de cette classification.
En plus des catégories de gestion, la commission définit différentes modalités de gestion :
- réglementaire ;
- contractuelle ;
- par l'acquisition foncière ;
- modalités auxquelles vient s'ajouter la désignation au nom d'une convention internationale (Ramsar, Patrimoine mondial...).

### Application du classement
L'UICN a publié des guides pour faciliter la classification des aires protégées dans les différentes catégories susmentionnées, entre autres pour les forêts ou plus récemment pour les aires marines.